# Ees
Ees (52° 54′ N, 6° 48′ L) é uma cidade dos Países Baixos, na província de Drente. Ees pertence ao município de Borger-Odoorn, e está situada a 17 km, a norte de Emmen.
A área de Ees, que também inclui as partes periféricas da cidade, bem como a zona rural circundante, tem uma população estimada em 380 habitantes.